# Блејксбург (Ајова)
Блејксбург (енгл. Blakesburg) град је у америчкој савезној држави Ајова. По попису становништва из 2010. у њему је живело 296 становника.

## Демографија
Према попису становништва из 2010. у граду је живело 296 становника, што је 78 (20,9%) становника мање него 2000. године.
| Група             | 2000.       | 2010.       |
| Белци             | 367 (98,1%) | 295 (99,7%) |
| Азијати           | 2 (0,5%)    | 0 (0,0%)    |
| Хиспаноамериканци | 2 (0,5%)    | 0 (0,0%)    |
| Укупно            | 374         | 296         |